# Веселий (Верхньобуреїнський район)
Весе́лий (рос. Весёлый) — селище у складі Верхньобуреїнського району Хабаровського краю, Росія. Входить до складу Середньоургальського сільського поселення.

## Населення
Населення — 54 особи (2010; 80 у 2002).
Національний склад (станом на 2002 рік):
- росіяни — 80 %